# Cantón de Cerizay
El cantón de Cerizay es una división administrativa francesa, situada en el departamento de Deux-Sèvres y la región de Poitou-Charentes.

## Geografía
El cantón está organizado alrededor de Cerizay dentro del Distrito de Bressuire. Su altura media es de 177 m yendo de los 117 de Le Pin a los 237 de Bretignolles.

## Composición
El cantón lo componen un grupo de 10 comunas y cuenta con 14 157 habitantes (población legal en 2006).
- Bretignolles
- Cerizay
- Cirières
- Combrand
- Courlay
- La Forêt-sur-Sèvre
- Montravers
- Le Pin
- Saint-André-sur-Sèvre
- Saint-Jouin-de-Milly

- Datos: Q1255994